# J. Safra Sarasin Swiss Open Gstaad 2018
Il J. Safra Sarasin Swiss Open Gstaad 2018 è stato un torneo di tennis giocato sulla terra rossa. È stata la 104ª edizione del torneo che fa parte dell'ATP Tour 250 nell'ambito dell'ATP World Tour 2018. Si è tenuto alla Roy Emerson Arena a Gstaad, Svizzera, dal 23 al 29 luglio 2018.

## Partecipanti

### Teste di serie
| Giocatore   | Nazione                | Ranking* | Testa di serie |
| ----------- | ---------------------- | -------- | -------------- |
| Italia      | Fabio Fognini          | 15       | 1              |
| Spagna      | Roberto Bautista Agut  | 17       | 2              |
| Croazia     | Borna Ćorić            | 21       | 3              |
| Russia      | Andrej Rublëv          | 35       | 4              |
| Paesi Bassi | Robin Haase            | 38       | 5              |
| Portogallo  | João Sousa             | 45       | 6              |
| Spagna      | Guillermo García López | 62       | 7              |
| Spagna      | Feliciano López        | 67       | 8              |

* Ranking al 16 luglio 2018.

### Altri partecipanti
I seguenti giocatori hanno ricevuto una wild card per il tabellone principale:
- Nicolás Almagro
- Félix Auger-Aliassime
- Marc-Andrea Hüsler

I seguenti giocatori sono passati dalle qualificazioni:

- Facundo Bagnis
- Yannick Hanfmann
- Adrián Menéndez Maceiras
- Jürgen Zopp

I seguenti giocatori sono entrati in tabellone con il lucky loser:
- Viktor Galović
- Oriol Roca Batalla

### Ritiri
Prima del torneo
- Evgenij Donskoj → sostituito da  Guido Andreozzi
- Michail Kukuškin → sostituito da  Viktor Galović
- Viktor Troicki → sostituito da  Denis Istomin

## Campioni

### Singolare
Matteo Berrettini ha battuto in finale  Roberto Bautista Agut con il punteggio di 7–6(9), 6–4.
- È il primo titolo in carriera per Berrettini.

### Doppio
Matteo Berrettini /  Daniele Bracciali hanno battuto in finale  Denys Molčanov /  Igor Zelenay con il punteggio di 7–6(2), 7–6(5).